# 浪速伝説トライオー
浪速伝説トライオー（なにわでんせつトライオー）は、大阪の街を中心に活躍しているローカルヒーロー。

名前の由来は「トラ」は阪神タイガースのトラ、「トライ」は挑戦のトライ、「オー」は大阪（オーサカ）のオーから。

## 概要
大阪を盛り上げるため、大阪ヒーロー実行委員会（株式会社ゼスト）が主体でプロデュースしたヒーロー・キャラクター。Webやテレビでの特撮ドラマの配信やアトラクションショーなどで活動している。トライオーのマスクデザインは、超神ネイガーの制作を手掛けた海老名保。
特撮ドラマには、YouTubeで配信された『エピソード ゼロ』（2011年、全4話）、『エピソード1』（2012年、全12話）、テレビ大阪で放送された『浪速伝説トライオー』（2013年、全13話）、トゥエルビで放送された『浪速伝説トライオー2 ナニワベッコウ編』（2016年、全13話）がある。
2015年にはパシフィック・シアターで「パシフィックヒーローズ」という定期公演を行っていた。
Webドラマやテレビ版、ヒーローショーなど、それぞれの世界観で共通する部分や異なった部分がある。

## 登場キャラクター
大阪の地名・名物・イメージなどに縁のある名前がついている。

### 浪速伝説トライオー
スベル族から大阪の笑顔を守ることが使命。
変身者がベルトのバックルに「変身ソロバン」を装着してトライオーの霊体を呼び出し、トライオーと合体変身する。
変身のかけ声は「トライオー、発動せよ！」
「変身ソロバン」に“暗号コード”入力すると合体変身や技の発動ができる。 
趣味は体を鍛えること、大阪名物の食べ歩きであり勝負好きである。阪神タイガース、お笑い、勝負ごと(ゲームなど)、食べることが好き。大阪のイカツイおばちゃんが苦手。

### 変身者
- 真虎斗(まこと)[6]　　演 - 中村憲晶

「エピソード ゼロ」「エピソード1」「浪速伝説トライオー」「浪速伝説トライオー2」
記憶喪失の青年。変身ソロバンと「目覚めよ 真虎斗 0510」と書かれた紙切れを持っていた。
スベル族に追われており、大阪のジョーとも以前からの顔見知りだったようである。
真面目で優しい心の持ち主。トライオーに変身していることを周りの人たちには隠している。一人称は「僕」
「浪速伝説トライオー(テレビ大阪)」では山奥の修行から帰って来たようで、全身が土に汚れた状態で登場した。
基本の服装
- 「エピソード ゼロ」「エピソード1」ではエンジのパーカーにネクタイ。パンツは深緑のチェック。
- 「浪速伝説トライオー」では黒縁メガネとピンクのパーカーにカーキのパンツ。
- 「浪速伝説トライオー」では黒縁メガネとエンジのパーカーにネクタイ。アウターは革のジャケットを羽織っており、ボトムスは黒のパンツ。

- 天王寺 カドマ(てんのうじ かどま)　　演 - 田ノ中亮資

「浪速伝説トライオー2」
ひょんなことからトライオーに変身することになった青年。マイペースで図太く、明るい性格。
困っている人がいると放っておけないが、戦いは強くない。
周りの人たちに助けてもらいながら、みんなの笑顔を守るために奮闘する。
基本の服装
- マゼンタの柄入ジャンパーに赤系のパンツを履いており、基本的に派手。

本人曰く「流行りのファッション」

### トライオーの仲間
- サイデンナー

演 - ソネット(にょロボてぃくす)　　声 - 城田舞姫
「浪速伝説トライオー」「浪速伝説トライオー2」
西中島南方博士が開発したロボット。トライオーをサポートするために作られた。
電気代がかかりすぎるという理由で、当初「浪速伝説トライオー2」では倉庫にしまわれていた。
身体にプラグが付いており、一般的なコンセントから充電することができる。
必殺技
- A.B.サンダー（浪速伝説トライオー2 - 第7話）
- A.B.スラッガー（浪速伝説トライオー2 - 第7話）

#### 【エピソード ゼロ】
《自警団キャッツ》
大阪の街を自発的にパトロールしている団体。いくつかの組に分かれており、本部からの指示を受けて行動している。
■青組
青いネクタイとスカートが特徴の制服を着ている。
ブログなどから情報を得てパトロールしている。
- ユリ(ゆり)　　演 - 星(あかり)

髪型はセミロングでカチューシャが特徴の少女。瞬間移動のような能力が使える。
- ミュウ(みゅう)　　演 - coa

髪型はポニーテールが特徴の少女。
《情報屋》
- たつ兄(たつにい)　　演 - 滝見信行

知らないことがないと言われる情報屋。道頓堀が本拠地。
メガネをかけており、赤いシャツとピンク色のパンツが特徴。女性には優しく、男性には当たりが厳しい。
《麺屋 のりお》
天神橋筋のラーメン屋。真虎斗が住み込みで働く店。
- NORIO店長(のりおてんちょう)　　演 - 石井宏一

気さくで、真虎斗が店に住み込みで働くことを快く引き受ける。
バンダナを頭に巻き、髭を生やしている。
《その他》
- 謎の男　　演 - 鷹矢恭司

正体不明の男。帽子をかぶり、コートを着ている。

#### 【エピソード1】
《自警団キャッツ》
■赤組
赤いリボンとスカートが特徴の制服を着ている。
- アリス(ありす)　　演 - ざくろ

髪型はツインテールが特徴の少女。リアナを「お姉様」と呼び、お姉様のことになると周りが見えなくなる性格。
トライオーのことは「トライオー様」と呼び、崇拝している。
- リアナ　　演 - Yuria

髪型はストレートのロング。落ち着いた雰囲気の女性。

#### 【浪速伝説トライオー(テレビ大阪)】
- 堀江ミナミ(ほりえ みなみ)　　演 - 藤井たか子

正義感たっぷり少女。西中島南方博士が作ったバトルスーツを装着してスベル族と戦う。
大きなお団子ヘアと赤いバンダナがトレードマーク。変身後はポニーテールに変わる。
- 堀江ミナト(ほりえ みなと)　　演 - 新井琉生

ミナミの弟。テンマといつも一緒にいる。
- 堀江テンマ(ほりえ てんま)　　演 - 新井逸左

ミナミの弟。ミナトといつも一緒にいる。
- 西中島南方博士(にしなかじま みなみかたはかせ)　　演 - ことぶきつかさ

ナニワの天才発明家。黄金プレートやナニワベッコウの研究をしている。
ロボット「サイデンナー」の発明やミナミとイズミが装着する「対スベル族用バトルスーツ」の開発・カスタマイズなども手がけており、その活動は幅広い。
ちなみに、大阪の地名、「西中島南方」の読みは「にしなかじまみなみがた」
「浪速伝説トライオー(テレビ大阪)」では千里に恋心を寄せる。
- 北浜千里(きたはま ちさと)　(西中島-)　　演 - 日比由里香

真虎斗が住み込みで働くお好み焼屋の女将。
普段は落ち着いていて優しいが、「男は気合」と発言するなど、たまに元レディース総長だった頃の面影を見せることもある。
「浪速伝説トライオー2(BS12)」での姓は「西中島(にしなかじま)」。巽に「奥さん」と呼ばれて怒っている。店名も「おこのみ こらぼるた」に変わった。

- プレートの精霊(ぷれーとのせいれい)　　演 - 横山たかし

黄金プレートを台座にセットすると現れる精霊。

#### 【浪速伝説トライオー2(BS12)】
- 河内イズミ(かわち いずみ)　　演 - ミズタマリ

南方博士の助手。自分にも何かできることがないかと博士に志願して「対スベル族用バトルスーツ」の装着者になった。
通信教育で空手とボールペン習字を習っていた。
- 北南巽(きたなみ たつみ)　　演 - 藤田尚玄

南方博士の助手であることを誇りに思っており、得体の知れないカドマが博士の助手になることについて文句を言うなど、ライバル視する場面も。
お調子者でリアクションが人一倍大きい。

### スベル族
面白くないことを言って大阪府民の笑顔を奪う悪の集団。

スベル毒電波を浴びせて、人々をスベル人間にしてしまう。

エピソード ゼロの自警団キャッツには「未確認生物」と呼ばれている。
大阪のジョー(おおさかのじょー)

「エピソード1」「浪速伝説トライオー」「浪速伝説トライオー2」
声 - シオジリケンジ … 「エピソード ゼロ」「エピソード1」、 にしやすゆき … 「浪速伝説トライオー2」
大阪中の人々の笑顔を奪い完全征服をもくろむ、スベル族のボス。大阪城をモチーフにしている。
スベル大阪チャンピオン「SBR（スベル）」のチャンピオンベルトをつけている、負け知らずのグランドチャンピオンである。ボクシング技とズルい手を使って攻撃してくる。基本的に手段は選ばない。
真虎斗を以前から知っていたようだが、トライオーに変身することは知らなかった。
人間の身体に取り憑かないと動けない。身体から離脱した時は"黒い球"の姿になる。自身がボクサーの格好をしているためか、ボクサーの人間の身体に取り憑くと力が漲るようである。
トライオーは「トライオーはん」と呼ぶ。たまに語尾に「ジョー」とつける。
ゴンタコ兄弟(ごんたこきょうだい)

「エピソード ゼロ」「エピソード1」「浪速伝説トライオー」「浪速伝説トライオー2」
声 - Bugって花井 … 「エピソード1」「浪速伝説トライオー」「浪速伝説トライオー2」
大阪征服の手伝いとして様々な嫌がらせをしている。
真っ黒焦げのたこ焼きがモチーフ。兄弟で頭から出ているタコの位置が違い、右から出ているのが兄で、左から出ているのが弟。
名前は「ごんた」と「たこ焼き」のミックス。
ゆるゆるフラッシュという光球を出すことができ、これが当たると感情という感情がなくなる。
爪楊枝を模した武器を腰に挿している。ギターも得意。
一人称は「あっし」。
イカヤンキー(いかやんきー)

「浪速伝説トライオー」「浪速伝説トライオー2」
声 - マイティ真佐打 … 「浪速伝説トライオー2」
スベル族一の暴れん坊で気性が荒い。大阪名物のイカ焼きのように、手の鉄板で何でも平べったくしてしまう。
笑い声は「イーカッカッカ」。
串カツラー(くしかつらー)
「浪速伝説トライオー2」
声 - SYO-ZAKU
スベル族「芸能部長」兼「食料長官」。謎かけが得意。

## 変身ソロバンと必殺技

### 変身ソロバン
声 - 燈萌ここあ　「浪速伝説トライオー(テレビ大阪)」「浪速伝説トライオー(BS12)」
トライオーの変身アイテムであり、技を発動する時にも使われる重要なアイテム。
通常はベルトのバックル部分に装着している。ベルトから外して使える時間は3分弱。

ベルトに木の葉などが入って、ソロバンがしっかりと装着されていない場合には技がくり出せない。

「浪速伝説トライオー(テレビ大阪)」、「浪速伝説トライオー(BS12)」ではソロバンと会話できるようになっており、真虎斗をおちょくることも。

持ち歩いていなくても、どこからともなく飛んで現れる。

「浪速伝説トライオー(BS12)」第2話では天王寺カドマに対し、1つずつ丁寧に暗号コードを教えた。

そろばんは基本が奇数桁であるので、この変身そろばんの「6桁」は珍しい。
- 変身

暗号コード：「0510」
変身そろばんを目の前に掲げて「トライオー、発動せよ！」のかけ声で変身する。
- 高速ダッシュ(※正式名称未詳)

必殺技コード：「9184」
とても速いスピードで走ることができる。走る前には準備運動をしている。
（エピソード1 - 第1・9話）
- めっちゃ！バリバリショット

必殺技コード：「4518」
変身そろばんで照準を定めて、右手から青白い光の玉を撃って攻撃する。めっちゃバリバリダブルショットとして2つ同時に放つこともできる。
人間に当たっても大けがを負わせることはないようである。
電撃の弓矢で敵に強力な一撃を撃ち込める。
（エピソード1 - 第1・2・3・6・12話）
（浪速伝説トライオー2 - 第5話）
- 爆笑！ズンドコハリケーン

必殺技コード：「8928」
右足でくり出す回し蹴り技。そのキックから炎の玉を撃ち、攻撃する。
（エピソード1 - 第3・4・6・8・10話）
- 猛虎！ハリーハリースラッシュ

暗号コード：未詳
（エピソード1 - 第7話）
- 必殺！なんでやねんスラッシュ

必殺技コード：「7108」
全てを笑いに変えるすごい必殺技。
右手にパワーを集中させブレード状にして斬撃する。
燃える刀でキレの良いツッコミを叩き込む。
（エピソード1：第12話）
（浪速伝説トライオー：第1話）
（浪速伝説トライオー2：第2・5話）
- まいど！おおきにハリケーン

必殺技コード：「0912」
回し蹴りで嵐を起こして相手にぶつける攻撃。
（浪速伝説トライオー2 - 第1・3話）

### ベッコウアタック
「浪速伝説トライオー2 ナニワベッコウ編」で集めた「ナニワベッコウ」を使用して繰り出される技。ナニワベッコウの力とトライオーの力が引き合い、シンクロしている。
- もうかりまっか！ベッコウクラッシュ

火のナニワベッコウ
火のナニワベッコウとトライオーの力を合体させて繰り出す炎の強力なパンチ。
（浪速伝説トライオー2 - 第8話）
- えらいこっちゃ！ベッコウサンダー

雷のナニワベッコウ
（浪速伝説トライオー2 - 第9話）

## 特撮ドラマ

### 浪速伝説トライオー「エピソード ゼロ」
トライオーのデビューと同日（2011年10月13日）にYouTubeで配信開始され、毎週木曜日に4週連続で更新された。
真虎斗がトライオーに変身するまでの物語を描く。
| 話数  | サブタイトル         | 配信日   |
| ----- | -------------------- | -------- |
| 1/4話 | 目覚めよ、トライオー | 10月13日 |
| 2/4話 | 目覚めよ、トライオー | 10月20日 |
| 3/4話 | 目覚めよ、トライオー | 10月27日 |
| 4/4話 | 目覚めよ、トライオー | 11月 3日 |

### 浪速伝説トライオー「エピソード1」
2012年5月24日にYouTubeで配信開始し、毎週木曜日に更新された。（全12話）
基本的に1話完結型のストーリーである。
| 話数   | サブタイトル                              | 配信日  | 必殺技                                                  | スベル族                  |
| ------ | ----------------------------------------- | ------- | ------------------------------------------------------- | ------------------------- |
| 第 1話 | トライオー参上！...の巻                   | 5月24日 | （高速ダッシュ） めっちゃバリバリショット               | ゴンタコ(兄)              |
| 第 2話 | めっちゃバリバリショット完成！...の巻     | 5月31日 | めっちゃバリバリショット                                | ゴンタコ(兄)              |
| 第 3話 | 人のもんは取ったらアカンで！...の巻       | 6月 7日 | めっちゃバリバリショット 爆笑！ズンドコハリケーン       | 大阪のジョー              |
| 第 4話 | ウソついちゃあ アカンで！...の巻          | 6月14日 | 爆笑！ズンドコハリケーン                                | 大阪のジョー ゴンタコ(兄) |
| 第 5話 | 自分をみがくことは ええ事や！...の巻      | 6月21日 | －                                                      | 大阪のジョー ゴンタコ(兄) |
| 第 6話 | わいらも強くなりまっせ〜...の巻           | 6月28日 | めっちゃバリバリダブルショット 爆笑！ズンドコハリケーン | ゴンタコ兄弟              |
| 第 7話 | ふうじられた必殺技...の巻                 | 7月 5日 | 猛虎！ハリーハリースラッシュ                            | 大阪のジョー ゴンタコ(兄) |
| 第 8話 | 人のもんは勝手にさわったらアカン! ...の巻 | 7月12日 | 爆笑！ズンドコハリケーン                                | ゴンタコ兄弟              |
| 第 9話 | 戦え!チャンピオンシップ-前編- ...の巻     | 7月19日 | （高速ダッシュ）                                        | 大阪のジョー              |
| 第10話 | 戦え!チャンピオンシップ-後編- ...の巻     | 7月26日 | 爆笑！ズンドコハリケーン                                | 大阪のジョー              |
| 第11話 | 最終決戦! もうひとりのトライオー ...の巻  | 8月 2日 | －                                                      | ゴンタコ(兄)              |
| 第12話 | "がんばれ"のチカラ ...の巻                | 8月 9日 | めっちゃバリバリショット なんでやねんスラッシュ         | 大阪のジョー              |
※いずれにもスポンサーである「麺屋 のりお」と「ゼストのお名前シール工場」のCMが組み込まれている。

### 浪速伝説トライオー（テレビ大阪）
2013年1月5日～3月30日までテレビ大阪にて土曜日の朝9:45～10:00に放送。(全13話)
かつて太閤秀吉が秘蔵していた、5つ揃えると「夢」が叶うという「黄金プレート」を探す物語。
| 話数   | 放送日  | サブタイトル                     | 必殺技                 | スベル族   |
| ------ | ------- | -------------------------------- | ---------------------- | ---------- |
| 第 1話 | 1月 5日 | 浪速伝説トライオー参上！         | なんでやねんスラッシュ | ゴンタコ兄 |
| 第 2話 | 1月12日 | 夢をかなえよう！                 |                        |            |
| 第 3話 | 1月19日 | みんなで力をあわせよう！         |                        |            |
| 第 4話 | 1月26日 | 人のもんは取ったらアカンで！     |                        |            |
| 第 5話 | 2月 2日 | 兄弟は仲良くするんやで！         |                        |            |
| 第 6話 | 2月 9日 | 一生懸命ってステキやん！         |                        |            |
| 第 7話 | 2月16日 | 嘘ついたらアカンで！             |                        |            |
| 第 8話 | 2月23日 | 新たな敵！絶対に負けへんで！     |                        |            |
| 第 9話 | 3月 2日 | 仲間を作ろう！                   |                        |            |
| 第10話 | 3月 9日 | どんなことがあってもあきらめない |                        |            |
| 第11話 | 3月16日 | 大丈夫！どんまい どんまい        |                        |            |
| 第12話 | 3月23日 | 今できることを精一杯頑張ろう！   |                        |            |
| 第13話 | 3月30日 | みんなの夢が叶うとき             |                        |            |
放送は地上波のみで、再放送は2013年1月9日から4月3日の2:10～2:25(1話のみ2:40～2:55)に行われた。
DVD化・インターネット配信はされていない。（2014年2月1日現在）
※2014年10月06日ニコニコ生放送で全13話の無料配信、10月10日には他のローカルヒーローと一緒に48時間一挙放送が行われた。
※2012年10月11日に「テレビ大阪」にてTVドラマ『浪速伝説トライオー』として2013年1月に放送されることが発表された
※2012年10月11日関西テレビの番組「ごきげんライフスタイル よ〜いドン!」内の「となりの人間国宝さん」のコーナーで「株式会社ゼスト＜ご当地ヒーロー“トライオー”を運営している会社＞」がトライオーのTVデビューである。

### 浪速伝説トライオー2 ナニワベッコウ編（BS12）
2016年7月2日よりBS12(トゥエルビ)にて毎週土曜日28:15～28:30に放送。
スベル族が復活した大阪で起こる、「ナニワベッコウ」を巡る物語。
| 話数   | 放送日   | サブタイトル               | 脚本             | 必殺技                                                               | ナニワベッコウ          | スベル族                                          |
| ------ | -------- | -------------------------- | ---------------- | -------------------------------------------------------------------- | ----------------------- | ------------------------------------------------- |
| 第 1話 | 7月 2日  | 帰ってきたで！トライオー！ | 永田保           | まいど！おおきにハリケーン                                           | 草・？/                 | ゴンタコ(兄)                                      |
| 第 2話 | 7月 9日  | 引き継がれる力             | 八鹿初競         | なんでやねんスラッシュ                                               | 草・火/                 | ゴンタコ(弟)                                      |
| 第 3話 | 7月16日  | ナニワベッコウの謎         | 永田保・八鹿初競 | まいど！おおきにダブルハリケーン                                     | 草・火/雷               | ゴンタコ兄弟                                      |
| 第 4話 | 7月23日  | イズミちゃん、超絶変身！   | 永田保           | （空中旋回キック）                                                   | 草・火/雷               | 大阪のジョー ゴンタコ兄弟                         |
| 第 5話 | 7月30日  | 黒門市場へいらっしゃい     | 永田保・八鹿初競 | めっちゃバリバリショット なんでやねんスラッシュ                      | 草・火・雷/             | 大阪のジョー ゴンタコ(兄)                         |
| 第 6話 | 8月 6日  | サイデンナー起動！         | 永田保           |                                                                      | 草・火・雷・水/         | イカヤンキー                                      |
| 第 7話 | 8月 13日 | カドマ強化大作戦           | 永田保           | A.B.スラッガー[26] A.B.サンダー[26]                                  | 草・火・雷・水/         | 大阪のジョー ゴンタコ(兄)                         |
| 第 8話 | 8月 20日 | これがベコウアタックや！   | 永田保           | もうかりまっか！ベッコウクラッシュ                                   | 草・火・雷・水/         | イカヤンキー ゴンタコ(兄)                         |
| 第 9話 | 8月 27日 | 二度漬けは禁止やで         | 永田保           | ベッコウサンダー                                                     | 草・火・雷・水/         | 串カツラー                                        |
| 第10話 | 9月 4日  | スベル族総出撃！           | 永田保           | なんでやねんスラッシュ いてこますで！ベッコウストライク              | 草・火・雷・水/闇       | 大阪のジョー ゴンタコ兄弟 イカヤンキー 串カツラー |
| 第11話 | 9月 11日 | 奪われたナニワベッコウ     | 八鹿初競         | はようせんかい！ベッコウフラッシュ                                   | 草/火・雷・水・闇       | 串カツラー ゴンタコ兄弟                           |
| 第12話 | 9月 18日 | 目覚めろ、イズミ！         | 八鹿初競         |                                                                      | 草/火・雷・水・闇       | 大阪のジョー ゴンタコ兄弟 イカヤンキー 串カツラー |
| 第13話 | 9月 25日 | 未来の夢が叶うとき         | 八鹿初競         | なんでやねんスラッシュ A.B.サンダー[26] ごっつどえらいベッコウキック | 草・火・雷・水・闇・光/ | 串カツラー                                        |
※斜体の必殺技はサイデンナーのもの
衛星放送ではあるが、浪速伝説トライオーの特撮ドラマとしては初の全国放送である。
ローカルヒーローチャンネル内の番組で、27:30から「ゆめクリワールド ドリームレンジャー」、「電撃!!ライデンマル2」、「超電光スパークルZ」、「武蔵忍法伝 忍者烈風」、「浪速伝説 トライオー2」の順番で放送されている。
ニコニコチャンネルやGYAO!とも連動しており、ニコニコチャンネルでは毎週日曜日7:00に、GYAO!では毎週月曜日の0:00に各話を1週間無料配信している。

### 番組スタッフ
「速伝説トライオー エピソード ゼロ」、「速伝説トライオー エピソード１」、「速伝説トライオー(テレビ大阪)」、「速伝説トライオー２(BS12)」のスタッフについて表記する
|                      | ｴﾋﾟｿｰﾄﾞ ｾﾞﾛ                                 | ｴﾋﾟｿｰﾄﾞ1                            | ﾄﾗｲｵｰ(ﾃﾚﾋﾞ大阪)                                                    | ﾄﾗｲｵｰ2(BS12)                        |
| -------------------- | ------------------------------------------- | ----------------------------------- | ------------------------------------------------------------------ | ----------------------------------- |
| 原作                 | きのひなた                                  | きのひなた                          | きのひなた                                                         | －                                  |
| 制作                 | 大阪ヒーロー実行委員会 ディーライブ株式会社 | 大阪ヒーロー実行委員会              | テレビ大阪 大阪ヒーロー実行委員会                                  | トライオー２製作委員会              |
| プロデューサー       | 新井庸能                                    | 新井庸能                            | 徳岡敦朗 新井庸能                                                  | 新井庸能                            |
| スーパーバイザー     | 古賀正人                                    | 古賀正人                            | 古賀正人                                                           | －                                  |
| 監督                 | ハジメ在季                                  | ハジメ在季                          | ハジメ在季                                                         | 西浦領佑 ／ 西田知史                |
| 助監督               | －                                          | －                                  | 明石絵理香                                                         | －                                  |
| アクション監督       | 阿形正樹                                    | －                                  | Carrie Nola                                                        | NAOSN                               |
| キャラクターデザイン | 海老名保                                    | 海老名保                            | 海老名保                                                           | 海老名保                            |
| バトルスーツデザイン | －                                          | －                                  | やしか☆はっせる                                                    | －                                  |
| 撮影                 | えとせ虎マナブ                              | ぴるばぐ5Dオフィス                  | ぴるばぐ5Dオフィス                                                 | 西浦領佑                            |
| 撮影助手･ｽｸﾘﾌﾟﾄ      | －                                          | ぴるばぐ5Dオフィス                  | ぴるばぐ5Dオフィス                                                 | －                                  |
| 照明                 | 庄野芽以                                    | ぴるばぐ5Dオフィス                  | ぴるばぐ5Dオフィス                                                 | セル内のテキスト                    |
| 録音                 | となりの中川                                | ぴるばぐ5Dオフィス                  | ぴるばぐ5Dオフィス                                                 | 岡海人 砂口史也                     |
| 編集                 | 石橋ブランニュー                            | ぴるばぐ5Dオフィス                  | ぴるばぐ5Dオフィス                                                 | 西浦領佑                            |
| 編集協力             | －                                          | ぴるばぐ5Dオフィス                  | マイ ユウカ                                                        | －                                  |
| CG                   | TARO かみかみユースケ                       | ぴるばぐ5Dオフィス                  | ぴるばぐ5Dオフィス                                                 | －                                  |
| 特殊効果(SFX)        | －                                          | －                                  | 中西亮介 飯塚俊之                                                  | －                                  |
| 視覚効果(VFX)        | ソラ宙太                                    | －                                  | －                                                                 | 西浦領佑                            |
| 音響効果             | 爆発次朗太三太夫                            | －                                  | －                                                                 | －                                  |
| MA(ﾏﾙﾁｵｰﾃﾞｨｵ)        | ガベッジ鈴木                                | －                                  | －                                                                 | －                                  |
| 音楽                 | トキワ宗司 フレグランス’66                  | －                                  | －                                                                 | －                                  |
| ヘア＆メイク         | 大森紀香 木本浩栄                           | 大森紀香 錦屋紀子 田辺麻理 川上鮎美 | 大森紀香 田辺麻理 錦屋紀 西村子来                                  | 宮島和美 福田桃子                   |
| 衣装                 | 村山明子                                    | 村山明子                            | －                                                                 | －                                  |
| 衣装協力             | COSLOVE                                     | －                                  | チャコット きてやこうて屋                                          | －                                  |
| 車輌協力             | －                                          | －                                  | のぐちまさき                                                       | 田中由虎 野口正樹 西泰幸            |
| キャスティング       | 永田保                                      | 永田保 北川理沙                     | 永田保                                                             | －                                  |
| ｷｬｽﾃｨﾝｸﾞ協力         | ﾊﾟﾌﾞﾘｯｸ･ﾐｭｰｼﾞｯｸ･ﾜｰｸｽ やしか☆はっせる        | －                                  | －                                                                 | －                                  |
| 特撮ｺｰﾃﾞｨﾈｰﾀｰ        | 永田保 西泰幸                               | 永田保 西泰幸 美山功                | 美山いさお                                                         | －                                  |
| スチール             | 西周喜                                      | －                                  | 西泰幸                                                             | －                                  |
| 構成                 | －                                          | －                                  | 直木啓次                                                           | －                                  |
| 美術協力・造形協力   | びるぱぐWORKS                               |                                     |                                                                    | 高田真聖 竹末愛弓 岩田舞樹 足立実沙 |
| 制作協力             | モビラナイツ                                | モビラナイツ                        | 株式会社ゼスト                                                     | ゼスト モビラナイツ 西田特撮研究所  |
| 特殊造形             | －                                          | －                                  | －                                                                 | モビラナイツ 怪人工房               |
| 広報・PR             | 上谷信幸 後藤大典                           | 上谷信幸 後藤大典                   | 上谷信幸                                                           | －                                  |
| Web担当・宣伝        | －                                          | 織田琴絵                            | 内海あづさ                                                         | －                                  |
| 提供・協賛           | 麺屋のりお お名前シール工場                 | －                                  | ゼストのお名前シール工場 甲賀流 モビラナイツ D-JAM CREATE 怪人工房 | －                                  |

### 関連楽曲
【主題歌】

「Let's Go! トライオー」
作詞・作曲・編曲 - シオジリケンジ
歌 - SYO-ZAKU(A.Z.Switch Blade)
※主題歌タイトルの表記に揺れが見られたが、Web配信開始後から上記の表記に統一されている。
※CDとしては「ローカルヒーロー主題歌バトルコレクション」に収録されている。このCDに入曲するために当初1番のみだったものに1年以上の期間をおいて2番が追加収録された。
※単体のCDは発売されておらず、iTunesストアやレコチョク、Amazon MP3などのWeb配信では手に入れることができる。
※1番の歌詞が黄金プレートを探す内容のため、「浪速伝説トライオー2 ナニワベッコウ編」ではオープニングに2番の歌詞が使われている。
【エンディングテーマ】

「ガッツ!ガッツ!ガッツ!トライオー」

作詞・作曲 - シオジリケンジ
歌 - SYO-ZAKU(A.Z. Switch Blade)
※「浪速伝説トライオー(テレビ大阪)」から設定された。
こちらはCDの収録自体がされておらず、iTunesストアやレコチョク、Amazon MP3などのWeb配信で手に入れることができる。
浪速伝説トライオーの関係楽曲の中では現在唯一カラオケで配信されている。
【挿入歌】

「渚のゴンタコ サーフィンJPN」「浪速伝説トライオー2」第5話
作詞 - SYO-ZAKU ／ Bugって花井
作曲・編曲 - SYO-ZAKU
MIX - グルーヴあんちゃん
演奏 - A.Z.Switch Blade ＆ Bugって花井
「ゴンタコのタンゴ」「浪速伝説トライオー2」第7話
作詞・作曲・編曲 - SYO-ZAKU
MIX - グルーヴあんちゃん
歌 - A.Z.Switch Blade ＆ Bugって花井
【その他】

「すべるのブルース」
作詞・作曲 - Bugって花井
歌 - Bugって花井
※「エピソード1」第6話でゴンタコがギターで弾き語っていた歌。

## 劇場版

### ヒーローズユナイト 結束！ ヤツルギ×トライオー×忍者烈風
2018年2月17日公開の劇場版。「鳳神ヤツルギ」と「武蔵忍法伝 忍者烈風」とのコラボレーション作品。
制作はゼスト、L4、ヤツルギ魂の3社からなる「ヒーローズユナイト」製作委員会による。
この作品では、東京・蒲田の餃子屋で働くことになったトライオーこと天王寺カドマ。千葉のヒーロー・ヤツルギや、過去の時代の忍者烈風らと力を合わせ、1653年から現代にやってきた鬼一族の王・婆娑羅王(ばさらおう)に立ち向かい、現代と過去それぞれの戦いに挑む。

## 関連するローカルヒーロー
- 超神ネイガー - トライオーが師匠と仰ぐ、秋田のローカルヒーロー。